# Гастингс, Уорнер, 15-й граф Хантингдон
Уорнер Фрэнсис Джон Плантагенет Гастингс (англ. Warner Francis John Plantagenet Hastings; 8 июля 1868 — 5 апреля 1939) — британский аристократ, 15-й граф Хантингдон с 1885 года.

## Биография
Уорнер Гастингс был старшим сыном Фрэнсиса Гастингса, 14-го графа Хантингдона, и Мэри Вестенра. Родился в 1868 году, в 1880—1881 годах был почётным пажом вице-королевского суда Ирландии и заместителем лейтенанта округа Кингс (современное графство Оффали). Позже служил в 3-м батальоне Ленстерского полка принца Уэльского и вышел в отставку в звании майора в феврале 1900 года. 4 июня 1901 года поступил на службу в том же звании, вышел в отставку в звании подполковника в 1905 году, вернулся в армию во время Первой мировой войны. С 1925 года жил в поместье Бертон-холл в Лестершире. Умер в 1939 году в возрасте 70 лет, был похоронен на приходском кладбище церкви Святой Елены в Эшби-де-ла-Зуш.
Граф был женат на Мод Уилсон, дочери сэра Сэмюела Уилсона и Джин Кэмпбелл. В этом браке родились:
- Мод (1893—1965), жена Уильяма Керзона-Керрика[3];
- Нора (1894—1985), жена Фрэнсиса Нидхема, 4-го графа Килмори[1][4];
- Мэриан (1895—1947), жена Патрика Кэмерона и Джона Бриджеса[1][5];
- Фрэнсис (1901—1990), 16-й граф Хантингдон[2].